# Бульвер-Литтон, Роберт
Эдвард-Роберт Бульвер, 1-й граф Литтон (8 ноября 1831[…], Лондон или Великобритания — 24 ноября 1891[…], Париж или Франция) — английский дипломат и поэт.

## Биография
Эдвард-Роберт Бульвер родился 8 ноября 1831 года в городе Лондоне.

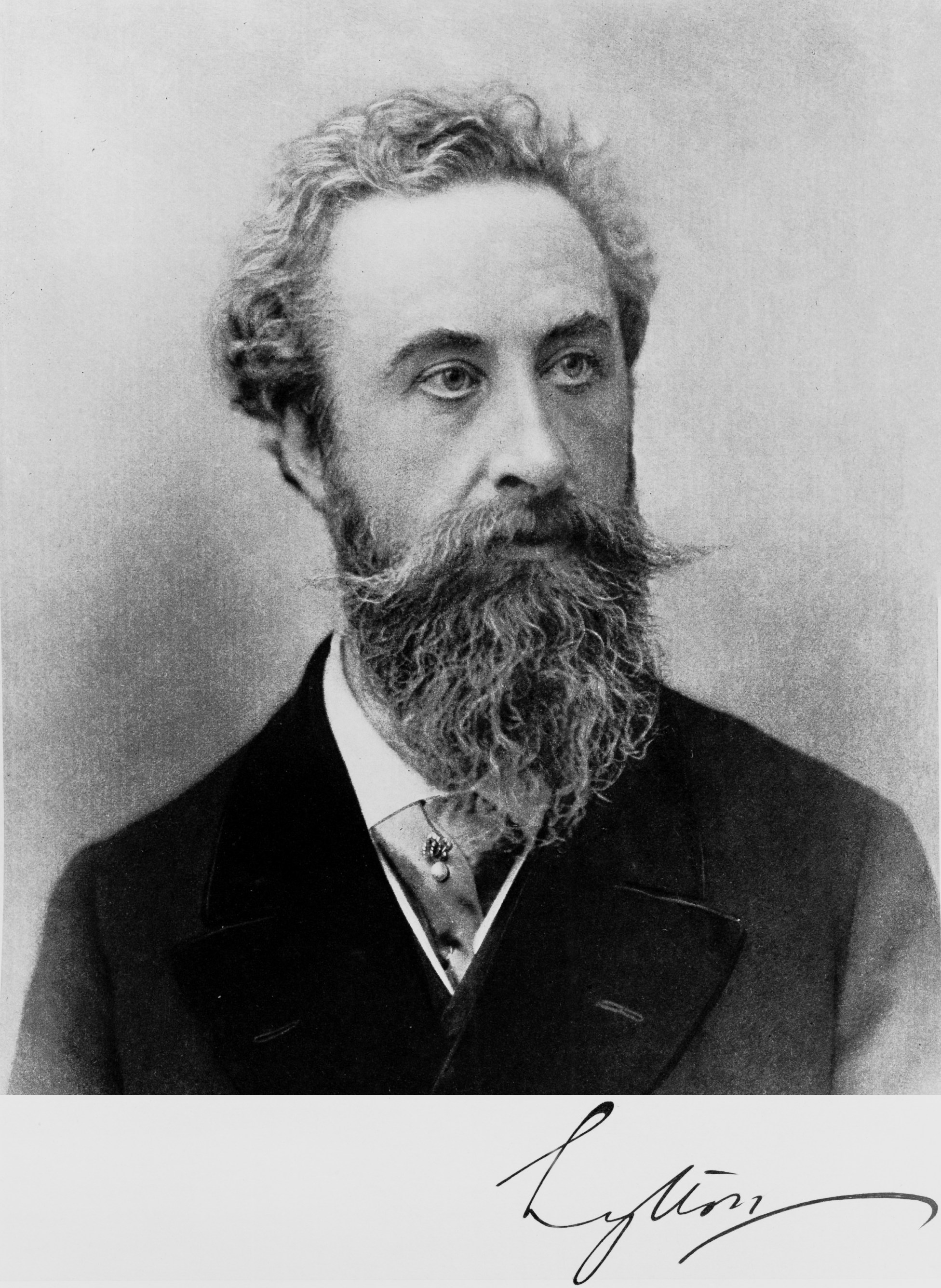
Эдвард-Роберт Бульвер

Сын известного романиста Бульвер-Литтона, получил образование в Бонне и благодаря родственным связям очень рано вступил на дипломатическое поприще. В 1864 году удачно женился на Эдит Вилльерс: в приданое она принесла супругу ежегодный доход в шесть тысяч фунтов стерлингов. В 1874 году был назначен посланником в Лиссабон, а в 1876 году призван Биконсфильдом на высокий пост вице-короля Индии. При нём состоялось провозглашение королевы Виктории императрицей Индии; его русско-афганская политика, в духе Биконсфильда, доставила ему много друзей в рядах тори, но и немало врагов среди вигов. В 1880 году, с переходом власти к Гладстону, подал в отставку; в 1888 году назначен послом в Париж.
В литературе выступил впервые, под именем Оуэна Мередита, со сборником стихотворений: «Clytemnestra, the Earl’s return, the Artist, and other poems» (1855).
Другие его сочинения: «The Wanderer, a collection of poems in many lands» (1859); «Serbski pesne» (1861); роман «The ring of Amasis» (1863); «The poetical works of Owen Meredith» (1867, 2 тома — сборник стихотворений); «Chronicles and caracters» (стихотворения, 1868); «King Рарру» (новые стихотворения, 1877); «Glenaveril, metamorphoses» (1885); «After paradise» (1887) и др.
Эдвард-Роберт Бульвер умер 24 ноября 1891 года в Париже.